# 李煜堂

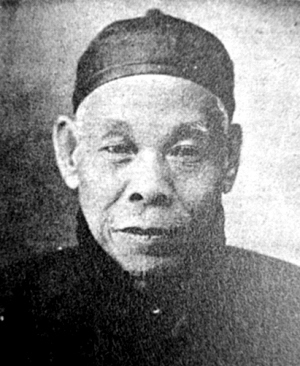
中國近代時期的商人李煜堂

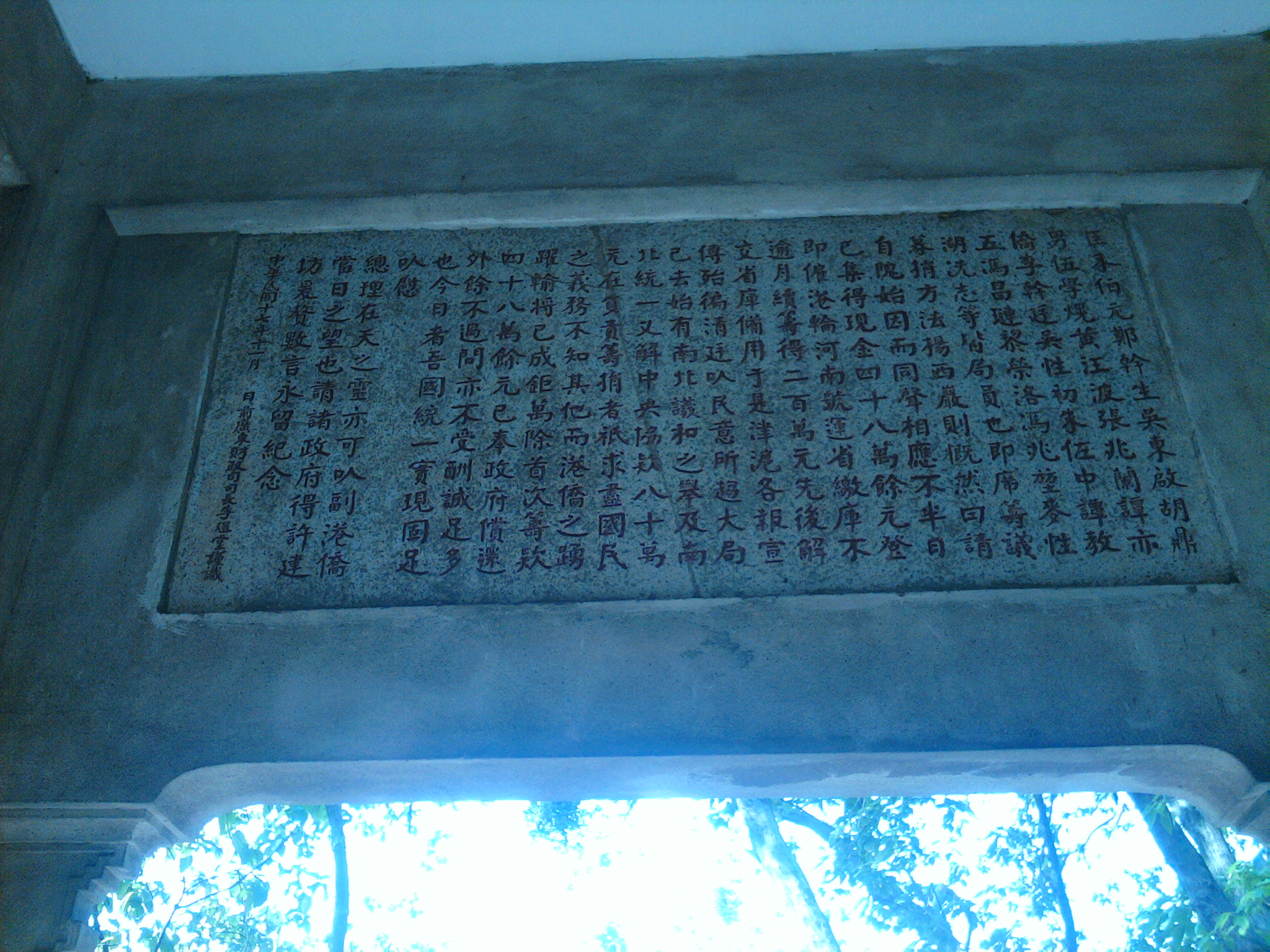
《粵秀山上光復紀念石坊跋語》，是李煜堂為廣州越秀山光復紀念亭題寫的手筆。

李煜堂（1851年—1936年，又名文奎），原籍廣東省新寧縣（今台山市）。 同盟會李自重之父親。 李煜堂是廣東實業家、香港富商、廣東實業集團董事。在1902年，先後創立多間保險公司：聯益、康年，聯泰、羊城、聯保等，分店遍佈中國口岸及南洋諸島。民國前六年秋，李煜堂曾經集資及贊助《中國日報》，渡過難關。

## 生平
李煜堂年青時代，1868年隨家人出國學習經商之道，研究西方商業模式。 之後在香港創立金利源、水利源兩間藥材店。 
在甲午戰爭後，創立廣州電力公司、廣州河南機器磨面公司、泰生源出入口貨行。
1905年美國禁止華工入境條例，李煜堂聯絡廣州、香港工業、商業、教育界、新聞界組織拒約會，抵制美貨運動，當中又聯合何啟、曹善允等與美方代表談判，達成「十二條款」草案。之後，李煜堂加入香港同盟會，積极參加革命活動。
辛亥革命前，李煜堂借出金利源藥材店作為革命活動的香港秘密聯絡處。 辛亥廣東光復之後，李煜堂曾任財政部長6個月。之後，在經商之同時，仍十分關心時事，聯絡其他香港商人，支援二次革命、護法運動及北伐。
1931年選為國難會議議員。1932年一二八事變，籌款支援抗日義軍。

## 著作
- 《九國遊記》

## 延伸阅读
[在维基数据编辑]
 《海上名人傳·李煜堂》，出自《海上名人傳》

## 外部連結
- 香港的革命活動李紀堂、李煜堂等理應不亞於孫中山 （页面存档备份，存于）
- 為辛亥革命出資最多的香港三李
- 李煜堂李自重：电影《十月围城》原型 （页面存档备份，存于）